# Maranoa River
Der Maranoa River ist ein Fluss im Südwesten des australischen Bundesstaates Queensland.

## Verlauf
Er entspringt bei Warrong im Süden des Carnarvon-Nationalparks, durchfließt Mitchell und mündet bei St. George in den Lake Kajarabie und damit in den Balonne River.

### Nebenflüsse
Wichtigster Nebenfluss des Maranoa River ist der Merivale River. Bei Mitchell überquert der Warrego Highway den Fluss.

## Sonstiges
Eine Reihe australischer Volkslieder, wie Sandy Maranoa und The Maranoa Drovers, besingen den Fluss.